# Matt Turmaine
Matthew Robert Turmaine, né le 1969 à Amersham, est un homme politique du Parti travailliste britannique qui est député de Watford depuis les élections générales de 2024. Il est auparavant conseiller municipal de Watford pour le quartier de Holywell de 2012 jusqu'à 2025.

## Jeunesse et carrière
Turmaine est né en 1969 à l'hôpital d'Amersham, dans le Buckinghamshire,. Son père était compositeur et sa mère couturière. Tourmaline a fréquenté l'école St Clement Danes à Chorleywood et a passé une grande partie de son enfance à Watford, avant de s'y installer définitivement en 2011. Dans la vingtaine, il a voyagé à travers les États-Unis, où il a visité presque tous les États et a dormi brutalement à Los Angeles. Il est diplômé en économie et en histoire moderne de l'Université de Birmingham.
Turmaine et sa femme Jeanette ont deux enfants,. Il est membre du syndicat Unison. Turmaine est membre de la communauté LGBT+. Avant son élection au Parlement, il travaille dans le secteur de la santé et des services sociaux. Il avait également travaillé auparavant dans les relations publiques pour la BBC de novembre 1998 à janvier 2002,. Turmaine soutient le Watford Football Club.

## Carrière politique
Turmaine rejoint le Parti travailliste en 2004, alors qu'il vit à Londres. Il s'est présenté comme candidat du parti travailliste pour l'un des trois sièges de Fulham Reach au Conseil de Hammersmith et Fulham lors des élections de 2006, où il a reçu 1207 voix et a terminé sixième sur huit candidats. Lors des élections municipales de Hammersmith et Fulham en 2010, Turmaine s'est présenté comme candidat travailliste pour l'un des trois sièges du North End, recevant 1679 voix et terminant sixième sur neuf candidats.
Après avoir déménagé à Watford en 2011, il se présente comme candidat du Parti travailliste pour le quartier de Holywell lors des élections du conseil municipal de Watford en 2012, où il remporte le siège des mains des libéraux-démocrates avec une majorité de 710 voix. Lors des élections générales de 2015, Turmaine est choisi comme candidat parlementaire travailliste pour Watford, un siège historique de Bellwether, où il termine à la deuxième place derrière le sortant Richard Harrington du Parti conservateur. Lors des élections municipales de 2016 et 2018, il conserve son siège à Holywell avec une majorité renforcée.
Lors des élections générales de 2019, Turmaine est choisi comme candidat parlementaire travailliste pour sa circonscription de Chesham et Amersham, où il termine troisième derrière le candidat libéral-démocrate et la sortante conservatrice Cheryl Gillan. Il conserve ensuite son siège de Holywell lors des élections municipales de 2022 avec une majorité réduite. En juillet 2022, Turmaine est de nouveau sélectionné comme candidat parlementaire travailliste pour Watford. Il est élu député de Watford aux élections générales de 2024, battant le député conservateur sortant Dean Russell avec une majorité de 4723 voix.